# Salvador Dalí peignant Gala dans l'Apothéose du dollar
Salvador Dalí peignant Gala dans l’Apothéose du dollar plus connue sous le titre L’apothéose du dollar est une œuvre de grandes dimensions (400 × 300 cm) peinte par Salvador Dalí en 1965 et exposée au Théâtre-musée Dalí de Figueres depuis son acquisition par le musée en 1991,.
La toile a été qualifiée[Par qui ?] de réponse à l’anagramme d’André Breton « Salvador Dali – Avida dollars ».

## Éléments
On note au premier plan des colonnes saloniques ondulantes et des hommages picturaux à Diego Vélasquez, Francisco de Goya, Johannes Vermeer, Ernest Meissonier et Goethe, en plus de l’omniprésence du symbole du dollar américain imbriqués dans l’image de Gala Dalí transformée en Vénus et du propre artiste déguisé en Vélasquez.

## Importance dans l’œuvre de l’artiste
La toile est considérée comme une œuvre clef de l’artiste qui conclut une période de travail de 1941 à 1970. Antoni Pitxot, artiste surréaliste et ami de Dalí, la définit comme « la plénitude et en même temps la compilation de toute une vie de l’artiste »